# Dipartimento di Guaviare
Il dipartimento di Guaviare è uno dei 32 dipartimenti della Colombia. Il capoluogo del dipartimento è San José del Guaviare.

## Geografia fisica
Il dipartimento di Guaviare prende il nome dal fiume omonimo. È posto nell'area centro meridionale della Colombia e confina a nord con i dipartimenti di Meta e Vichada, a ovest con il Vaupés ed a sud con il Caquetá.
Il dipartimento è nato il 4 luglio del 1991.
La capitale San José del Guaviare è stata fondata nel 1938.
In questo dipartimento, in seguito ad un'azione militare dell'esercito Colombiano, il 2 luglio 2008 è stata liberata Ingrid Betancourt assieme ad altri quattordici detenuti dalla prigionia perpetrata loro dalle FARC per molti anni.

## Geografia antropica

### Suddivisioni amministrative
Il dipartimento di Guaviare si compone di 4 comuni:
- Calamar
- El Retorno
- Miraflores
- San José del Guaviare